# جورج إيفانز
جورج وليم إيفانز ( 1780-1852م ). مكتشف اكتشف كثيرًا من المناطق المهمة في نيو ساوث ويلز بإستراليا .

## حياته
ولد جورج في وارويك في إنجلترا ، في سنة 1802م هبط على البر في سيدني وأصبح مندوب المساحة في المستعمرة .

## اكتشافاته
- اكتشف سهول باتهيرست الغنية .
- اكتشف نهر لاشلان .